# ستيفان مورايس
ستيفان مورايس (بالإنجليزية: Stephan Morais)‏ هو مهندس بريطاني، ولد في 27 أكتوبر 1973 في لندن في المملكة المتحدة.